# Сушки (Полтавская область)
Сушки (укр. Сушки) — село,
Пригаровский сельский совет,
Козельщинский район,
Полтавская область,
Украина.
Код КОАТУУ — 5322084609. Население по переписи 2001 года составляло 736 человек.

## Географическое положение
Село Сушки находится на правом берегу реки Сухой Кобелячек,
выше по течению на расстоянии в 2 км расположено село Солоница,
ниже по течению на расстоянии в 2 км расположено село Александрия (Кобелякский район).

## История
Село образовано после 1945 года из Загребельных и Лашковых хуторов

## Экономика
- ЧП «Батькивщина».

## Объекты социальной сферы
- Школа І—ІІ ст.

## Известные люди
- Усилов Иван Александрович (1922—1943) — Герой Советского Союза, похоронен в селе Сушки.